# エモ・ファッション

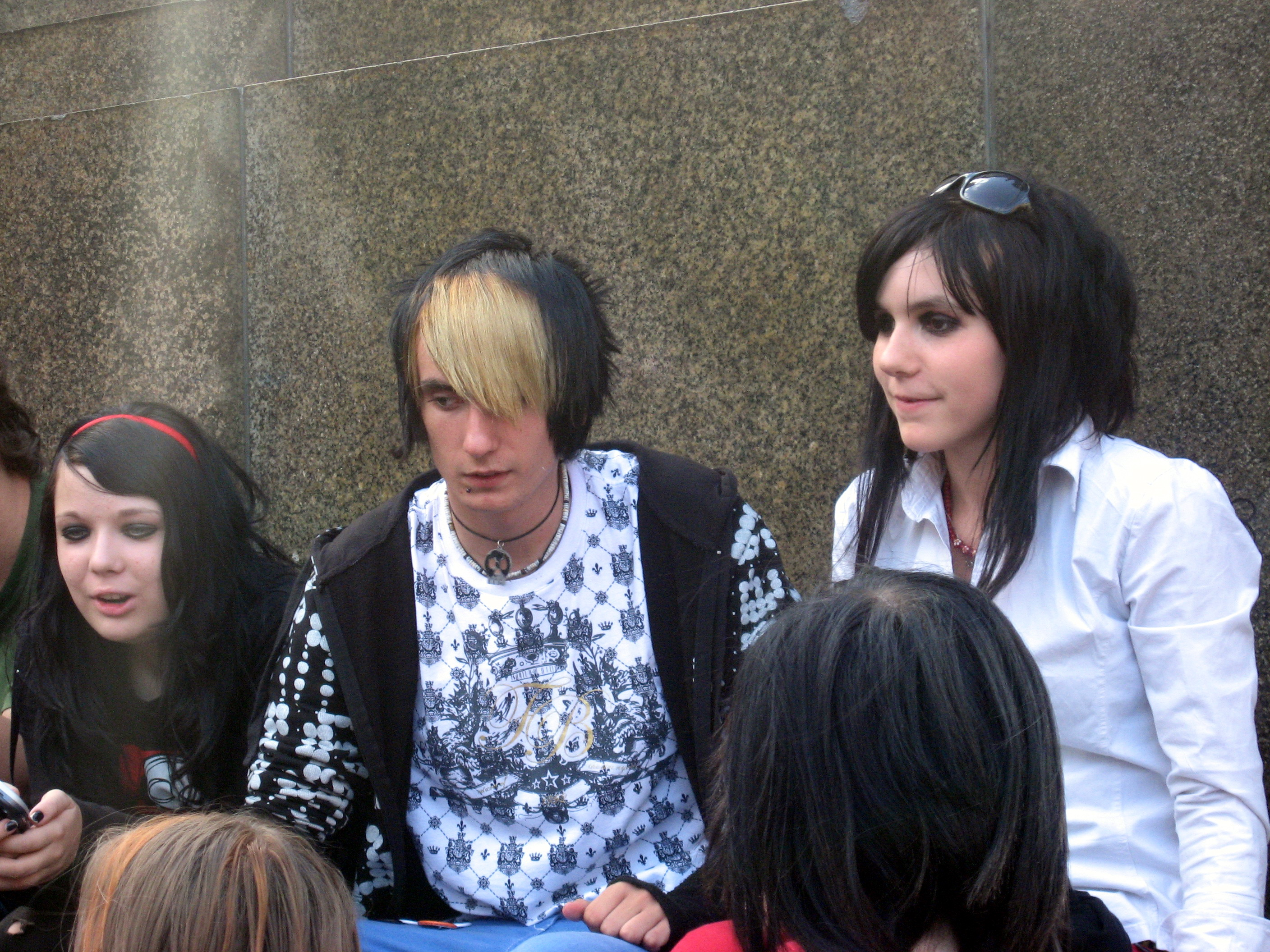
エモの一例

エモ・ファッションとは、西欧北米を中心に10代を中心に流行っているファッションの一つである。2000年以降のエモ、スクリーモ、ゴシック・パンク等のバンドやファンにこの嗜好が多い。しかし全てのエモバンドが必ずしもそのような格好をしている訳ではなく、そのような格好をしているものが必ずしもエモ、スクリーモ、ゴシック・パンクのファンであるとは限らない。

## 概要
最も重要な要素は髪型で、微妙に違うスタイルがいくつもあるが基本的には少年が前髪を長く伸ばし顔半分隠すものが主流。女子も長い前髪を斜めに分けるものが多い。どちらも黒髪（薄い色の髪はわざわざ黒に染める）がほとんどだが中には黒髪の上に金や赤のメッシュを入れるものもある。男子の場合後ろの髪は短く切りワックスなどでスパイキーにするものが多い。また顔を全体的に前髪で覆うことが多いので本人の顔がわかり難い事があり、そこから「皆同じに見える」とも言われる。
服装に関しては、サイズの小さい黒いタイトなTシャツに、タイトなジーンズ、そしてコンバースかヴァンズのスリッポンを履いている事が多い。最近では自分の一番好きなメタルやスクリーモバンドのTシャツを着る人が多い。ズボンも細めのもの（時には肌にぴったり合うほど細い）が多いため、このファッションをあまり理解しない人からは「ゲイのファッション」などと言った誤解や偏見を呼んでいる。また、パーカーも人気でフードを被って着用することが多い。
顔面にSnake Bitesなどのピアス、特に唇や顎など口の周りが人気である。左右両端の唇に一個ずつするものが多い。また鼻や鼻の穴の下などもよくある。
ピアスに限らず身体改造を好むため、タトゥーも必須アイテムとなっている。
男女関わらず化粧をする事が多く、男子でも軽い化粧（アイラインや目の下の頬紅）などがよく見られる。
ファッション的にゴシック・ファッション、グランジ・ファッション、スケーターファッションの影響を受けている。また多くの点で日本のヴィジュアル系と似ている。アメリカの西海岸やイギリス、ヨーロッパ全土、またケベック州ではある一種のメインストリームになっている。